# Interstate 696
Pour les articles homonymes, voir Route 696.
L'Interstate 696 (I-696) est une autoroute auxiliaire ouest–est de la région métropolitaine de Détroit, dans le Michigan. Elle est nommée la Walter P. Reuther Freeway, d'après un chef syndical de l'industrie automobile. 
L'I-696 est une route de contrournement de Détroit et passe par ses banlieues nord des comtés d'Oakland et de Macomb. Elle débute à la jonction avec l'I-96 / I-275 / M-5 à Farmington Hills et passe par des banlieues dont Southfield, Royal Oak et Warren avant de se terminer à un échangeur avec l'I-94 à Saint Clair Shores, à l'est.

## Description du tracé

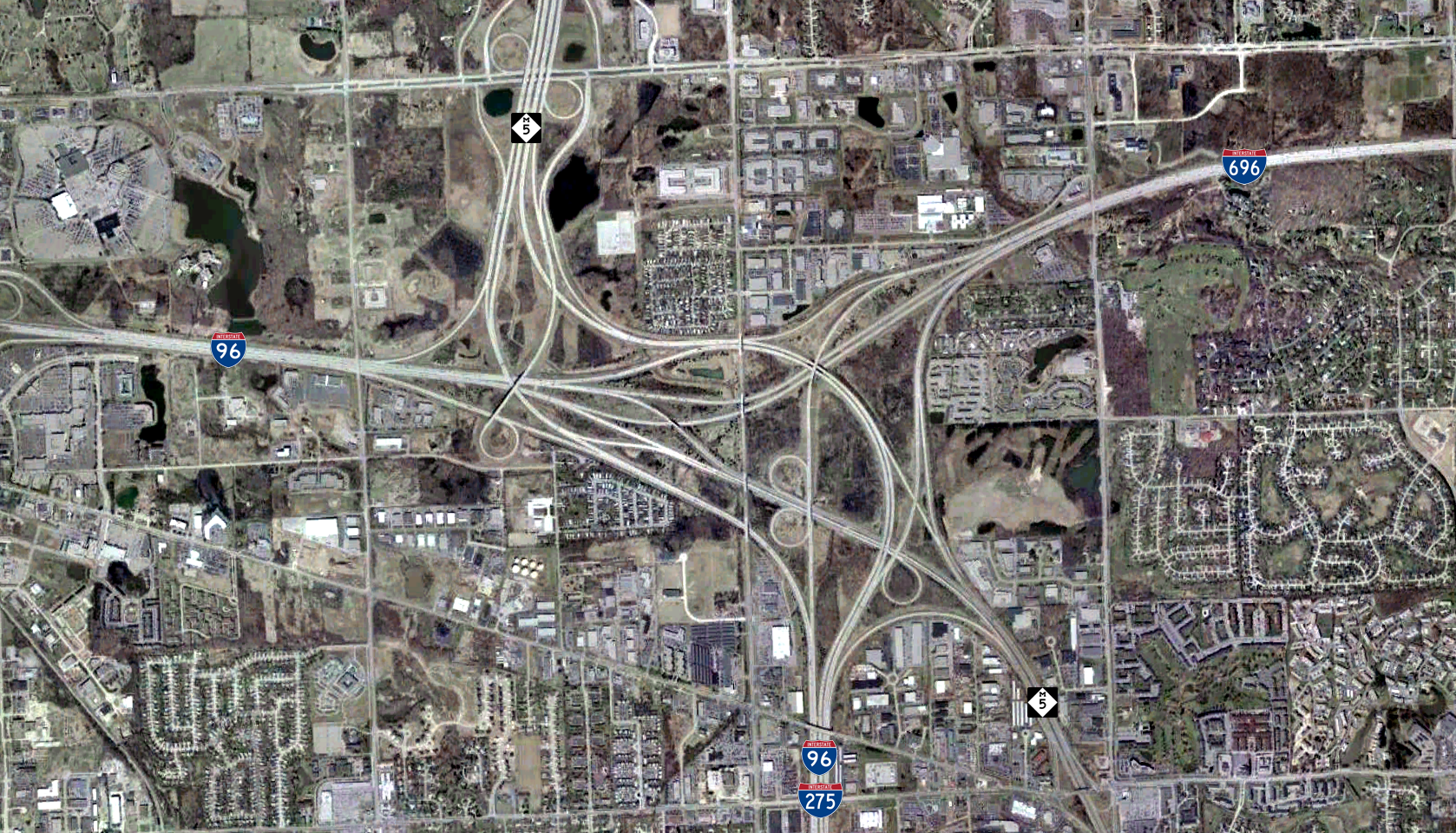
Image satellite du terminus ouest à Novi.

L'I-696 débute à l'ouest dans la ville de Novi alors qu'elle offre un embranchement depuis l'I-96. À son terminus ouest, l'I-696 rencontre également l'I-275 et la M-5. L'autoroute se dirige vers l'est et passe par Farmington Mills. Plus à l'est, l'I-696 rencontre un autre échangeur complexe avec la US 24 et la M-10. 

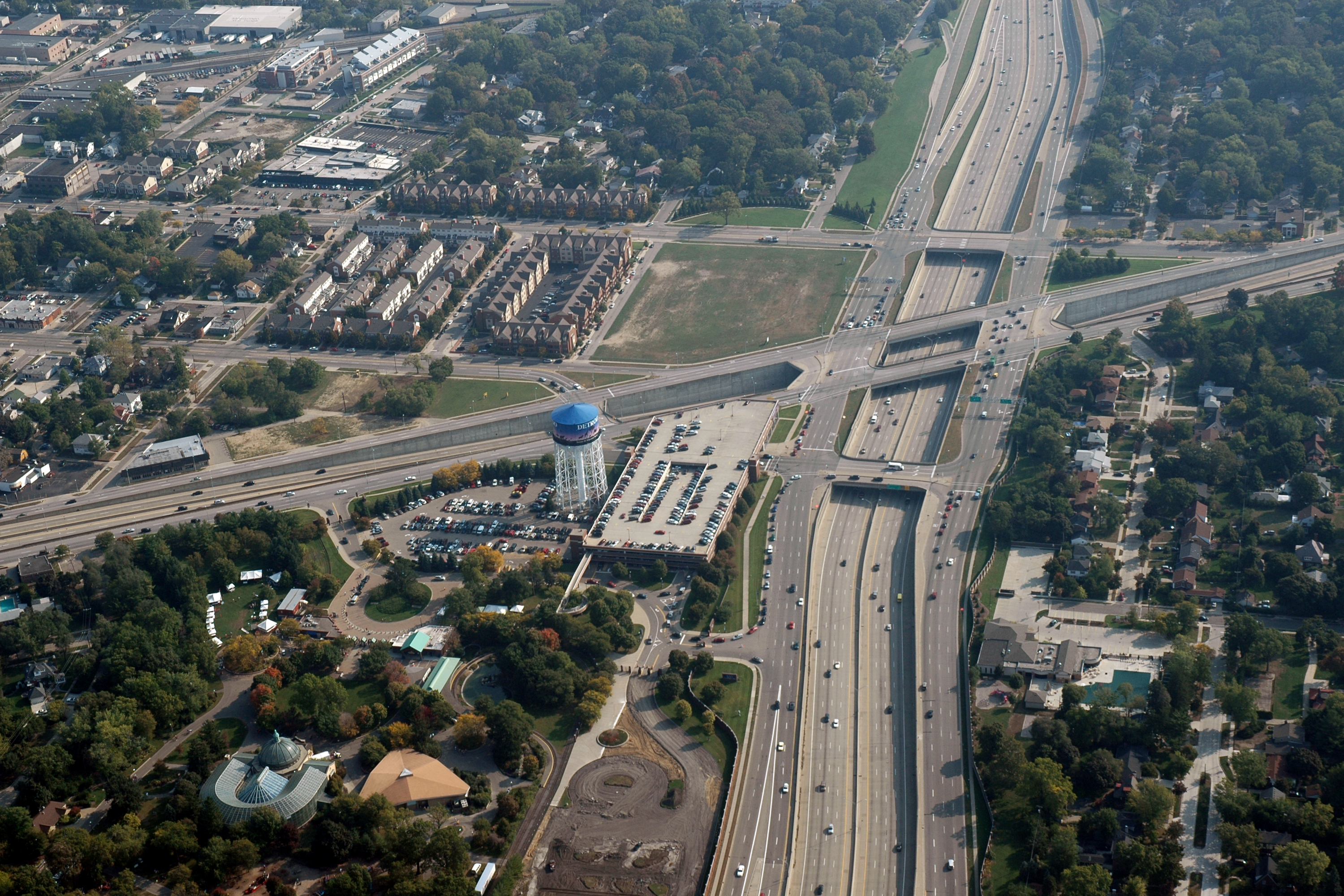
Vue aérienne de l'I-696 et de la M-1.

L'autoroute continue sa course et bifurque vers le sud puis vers l'est. À Oak Park, l'autoroute passe sous quelques parcs. Elle longe ensuite la 10 Mile Road et le Zoo de Détroit. L'autoroute rencontre ensuite la M-1 et l'I-75 à Royal Oak. Après avoir croisé l'I-75, elle bifurque vers le nord et l'est pour longer à nouveau la 11 Mile Road. Elle la longera ainsi jusqu'à son terminus est à la jonction avec l'I-94 à Saint Clair Shores.

## Liste des sorties
| Interstate 696        |                                                           |       |       |        |                                                                                  | |
| Comté                 | Municipalité                                              | mi    | km    | Sortie | Intersections / Destinations                                                     | Notes |
| Oakland               | Limite Novi–Farmington Hills                              | 0,00  | 0,00  | 1      | I-96 est / I-275 sud – Toledo I-96 ouest – Lansing M-5 (en) (Grand River Avenue) | Sortie 163 et 165 de l'I-96                                                                                     |
| Oakland               | Farmington Hills                                          | 4,57  | 7,36  | 5      | Orchard Lake Road                                                                | |
| Oakland               | Southfield                                                | 7,36  | 11,85 | 7      | American Drive                                                                   | Sortie direction est, entrée direction ouest                                                                    |
| Oakland               | Southfield                                                | 7,76  | 12,49 | 8      | M-10 (en) sud (Lodge Freeway) vers US 24 (Telegraph Road)                        | Sortie direction est, entrée direction ouest vers M-10; sortie direction ouest, entrée direction est vers US 24 |
| Oakland               | Southfield                                                | 10,04 | 16,16 | 10     | M-10 (en) nord (Northwestern Highway) vers US 24 (Telegraph Road) / Lahser Road  | Sortie direction ouest, entrée direction est vers M-10 et US 24; entrée direction ouest depuis Lahser Road      |
| Oakland               | Limite Southfield–Lathrup Village                         | 10,44 | 16,81 | 11     | Evergreen Road                                                                   | |
| Oakland               | Lathrup Village                                           | 11,47 | 18,47 | 12     | 11 Mile Road, Southfield Road                                                    | |
| Oakland               | Limite Southfield–Oak Park                                | 13,01 | 20,93 | 13     | Greenfield Road                                                                  | |
| Oakland               | Limite Oak Park–Huntington Woods                          | 13,98 | 22,50 | 14     | 10 Mile Road, Coolidge Highway, Zoo de Détroit                                   | Zoo de Détroit indiqué en direction est, 10 Mile Road indiqué en direction ouest                                |
| Oakland               | Limite Pleasant Ridge–Royal Oak                           | 15,74 | 25,34 | 16     | M-1 (en) (Woodward Avenue) / Main Street – Zoo de Détroit                        | Zoo de Détroit indiqué en direction ouest                                                                       |
| Oakland               | Royal Oak                                                 | 16,91 | 27,21 | 17     | Campbell Road, Hilton Road                                                       | Sortie direction est, entrée direction ouest                                                                    |
| Oakland               | Royal Oak                                                 | 17,37 | 27,96 | 17     | Bermuda Street                                                                   | Sortie direction ouest, entrée direction est                                                                    |
| Oakland               | Quadripoint Royal Oak–Madison Heights–Hazel Park–Ferndale | 17,71 | 28,50 | 18     | I-75 (Chrysler Freeway) – Flint, Détroit, Toledo                                 | Sortie 61 de l'I-75                                                                                             |
| Oakland               | Madison Heights                                           | 18,65 | 30,01 | 19     | Couzens Avenue, 10 Mile Road                                                     | Sortie direction est, entrée direction ouest                                                                    |
| Limite Oakland–Macomb | Limite Madison Heights–Warren                             | 19,26 | 30,99 | 20     | Dequindre Road, Ryan Road, John R Road                                           | Ryan Road indiqué en direction est, John R Road indiqué en direction ouest                                      |
| Macomb                | Warren                                                    | 20,52 | 33,03 | 21     | 11 Mile Road                                                                     | Sortie direction ouest, entrée direction est                                                                    |
| Macomb                | Warren                                                    | 21,51 | 34,62 | 22     | Mound Road                                                                       | |
| Macomb                | Limite Center Line–Warren                                 | 22,61 | 36,39 | 23     | M-53 (en) (Van Dyke Avenue) / Ryan Road                                          | Ryan Road indiqué en direction ouest seulement                                                                  |
| Macomb                | Warren                                                    | 23,67 | 38,09 | 24     | Hoover Road, Schoenherr Road                                                     | Schoenherr Road indiqué en direction est seulement                                                              |
| Macomb                | Warren                                                    | 25,17 | 40,50 | 26     | M-97 (en) (Groesbeck Highway) / Schoenherr Road                                  | Schoenherr Road indiqué en direction ouest seulement                                                            |
| Macomb                | Roseville                                                 | 27,08 | 43,59 | 27     | M-3 (en) (Gratiot Avenue)                                                        | |
| Macomb                | Roseville                                                 | 27,97 | 45,01 | 28     | 11 Mile Road                                                                     | Sortie direction est, entrée direction ouest                                                                    |
| Macomb                | Saint Clair Shores                                        | 28,27 | 45,50 | —      | I-94 (Edsel Ford Freeway) – Détroit, Port Huron                                  | Sortie 229 de l'I-94                                                                                            |
| - Accès incomplet     |                                                           |       |       |        |                                                                                  | |